# Ampelio Villalba
Ampelio Villalba (Caazapá, 8 de julio de 1890 - Buenos Aires, agosto de 1937) fue un músico paraguayo. 

## Trayectoria
Fue uno de los más talentosos músicos paraguayos, no sólo de su tiempo sino de la historia musical de su país. Sus padres fueron Alfredo Villalba y María de Jesús Ortigoza. Desarrolló sus actividades primero en Villarrica y luego en otros pueblos aledaños. Un comentario de prensa de 1917 señala: “se susurra en la ciudad guaireña que es un genio”.
En 1930 conformó un trío junto a Félix Pérez Cardozo -la máxima figura del arpa paraguaya- y a Diosnel Chase, guitarrista y cantor. Por entonces acompañaba a este conjunto el poeta Pedro José Carlés realizando glosas acerca de las obras que integraban el repertorio. Se trasladó con el trío a Asunción, para realizar presentaciones en el ciclo dirigido por Aristóbulo Nonón Domínguez en el Teatro Granados y más tarde a Buenos Aires, donde sus presentaciones estuvieron rodeadas de enorme éxito logrando en corto tiempo la muy envidiable posición de mejor conjunto en la capital porteña.
Villalba formó parte de esa inmensa cantidad de músicos paraguayos que emigraron a la región del Río de la Plata buscando mejores horizontes para su innegable talento, mejores condiciones de vida y de proyección de su trabajo artístico.

## Obras
Se le atribuye en no pocos estudios la autoría nada menos que de ese himno popular paraguayo que es “Guyra campana” (“Pájaro campana”), cuya versión para arpa fue recopilada por Félix Pérez Cardozo; hasta hoy no se cuenta con evidencias ciertas de que la canción le perteneciera realmente.
Como virtuoso de la guitarra era famoso por la ejecución de la pieza “Diana del bosque”.
Entre sus composiciones más destacadas se cuentan “Tres valses para piano” y las canciones  “Juana de Lara”, “María Luisa”, “Elenita”, “Hermelinda”, “La carreta”, “Ñandutí”, “29 de marzo”, “Pensamiento mío”, “Todo está perdido”, a más de varios tangos. Es también el autor de las marchas “Ariel Club” y “Hacia la cumbre”.

## Últimos años
Se casó con María Ruffinelli. Falleció en Buenos Aires en 1937.